# Futuro (spanisches Tempus)
Das Futuro [fuˈtuɾo] ist ein Futur-Tempus der spanischen Sprache. Es wird fast nur in der geschriebenen Sprache verwendet oder um noch unsichere Vorhaben zu betonen (z. B. Algún día viajaré a Francia – Irgendwann werde ich nach Frankreich reisen). Häufig anzutreffen ist es in poetischen Texten (Gedichten und Liedern), wo die Form wegen ihres Klanges beliebt ist. In der gesprochenen Sprache wird das Futuro, besonders in Lateinamerika, meist durch das Futuro proximo oder Futuro popular (Verb ir (gehen) + Präposition a + Infinitiv) ersetzt.

## Konjugation
Verben auf -ar
comprar (kaufen)
- compraré

- comprarás

- comprará

- compraremos

- compraréis

- comprarán

Verben auf -er
comer (essen)
- comeré

- comerás

- comerá

- comeremos

- comeréis

- comerán

Verben auf -ir
escribir (schreiben)
- escribiré

- escribirás

- escribirá

- escribiremos

- escribiréis

- escribirán

### Unregelmäßige Verben
- caber: cabré... (Platz haben, passen)
- decir: diré... (sagen)
- haber: habré... (Hilfszeitwort)
- hacer: haré... (tun)
- poder: podré... (können)
- poner: pondré... (stellen)
- querer: querré... (mögen)
- saber: sabré... (wissen)
- salir: saldré... (hinausgehen)
- tener: tendré... (haben)
- valer: valdré... (wert sein)
- venir: vendré... (kommen)